# Drago Hits 2002-2009
Drago Hits 2002-2009 es un álbum recopilatorio de la banda mexicana de rock en español Coda y fue publicado en formato de disco compacto en el año de 2009 por Carpe Diem Records.

## Contenido
Este compilado numera canciones de los álbumes Interludio, Vivo y Cabo, lanzados en 2004, 2006 y 2008, además de algunos temas inéditos compuestos en la etapa donde Salvador Aguilar era el único miembro original de la banda. Los cuales fueron nuevamente producidos y grabados por GUILLERMO RIVERA

## Lista de canciones
Todas las canciones fueron compuestas por Salvador «Chava» Aguilar.

| N.º | Título                                     | Duración |  |
| 1.  | «Duro y al corazón» (tema inédito)         | 4:27     |  |
| 2.  | «Firme» (de Vivo, 2006)                    | 3:31     |  |
| 3.  | «Zona» (de Vivo, 2006)                     | 3:35     |  |
| 4.  | «Amar así» (tema inédito)                  | 3:38     |  |
| 5.  | «Caída libre» (tema inédito)               | 5:01     |  |
| 6.  | «Mataría por ti» (tema inédito)            | 4:40     |  |
| 7.  | «Murmullo» (de Cabo, 2008)                 | 5:15     |  |
| 8.  | «T.A.T.» (de Interludio, 2004)             | 3:34     |  |
| 9.  | «Corazón inconforme» (de Interludio, 2004) | 4:03     |  |
| 10. | «No puedo olvidarte» (de Interludio, 2004) | 3:20     |  |
| 11. | «Mango» (de Cabo, 2008)                    | 3:59     |  |
| 12. | «Como un rockstar» (de Cabo, 2008)         | 4:21     |  |
| 13. | «Te perdí» (de Cabo, 2008)                 | 5:05     |  |
| 14. | «Dufodo» (de Cabo, 2008)                   | 3:34     |  |
| 15. | «Miénteme» (de Interludio, 2004)           | 2:54     |  |

## Créditos
- Salvador «Chava» Aguilar — voz principal y coros.
- Enrique Cuevas — guitarra acústica y guitarra eléctrica.
- César Velasco — guitarra acústica y guitarra eléctrica.
- Guillermo Rivera — bajo.
- Luis Camacho — batería.
- Hugo Ridderstrom — teclados.